# Constantin Fehrenbach
Constantin Fehrenbach (Bonndorf, Baden, 11 de gener de 1852 - Friburg de Brisgòvia, República de Weimar, 26 de març de 1926) va ser un polític alemany catòlic, un dels líders principals del Partit de Centre (Zentrum).
Va ser President del Reichstag (parlament) en 1918, i després el President de l'Assemblea Nacional de 1919 a 1920. Per la dimissió dels Socialdemòcrates del govern el juny de 1920 a conseqüència del seu pobre resultat en les eleccions d'aquell any, Fehrenbach es va convertir en el Canceller d'Alemanya, formant una coalició amb el partit liberal d'esquerra DDP i el nacional-liberal DVP. El seu govern va durar menys d'un any.
Dimiteix a l'abril de 1921, en protesta contra l'avaluació de les reparacions aliades que van ser anunciades aquell mes. Fehrenbach va encapçalar el Partit de Centre des de 1923 fins a la seva mort en 1926.